# Karl Mühlhauser
Karl Mühlhauser (* 31. Juli 1909 in Wien; † 14. März 1979 in ebenda) war ein österreichischer Politiker (CS/ÖVP).

## Leben und Karriere
Karl Mühlhauser wurde am 31. Juli 1909 als Sohn eines Bäckereiarbeiters in Wien geboren. Nach dem Besuchs der Volks- und Bürgerschule begann er eine Lehre zum Schriftsetzer in einer Buchdruckerei. Nebenbei besuchte er während, aber auch nach seiner Lehrzeit kaufmännische Abendkurse und wurde bereits im Alter von 26 Jahren zum stellvertretenden Direktor eines Buchdruckerei-Unternehmens mit 200 Beschäftigten. Nach dem Zweiten Weltkrieg baute Mühlhauser die Druckerei Waldheim-Eberle, die vor dem Ersten Weltkrieg zu den größten Buchdruckereien der Donaumonarchie zählte und auch noch später die größte Druckerei Österreichs war, wieder auf und fungierte selbst als langjähriger Generaldirektor. Sein politisches Engagement begann bereits in seiner Jugend, als er sich der christlichen Jugendbewegung anschloss und Mitglied im Christlichsozialen Arbeiterverein wurde. Hier stieg er im Laufe der Jahre zu einem der Stellvertreter hinter Leopold Kunschak auf und war nach der Befreiung Wiens am Aufbau der nunmehrigen Österreichischen Volkspartei in Wien-Margareten beteiligt. Bis zum Jahre 1966 führte er in diesem Wiener Gemeindebezirk das Amt des Bezirksparteiobmanns aus. Bei der Landtags- und Gemeinderatswahl in Wien 1945 erfolgte die Wahl Mühlhausers in den Wiener Gemeinderat und Landtag, dem er daraufhin von der 5. bis zur 10. Wahlperiode angehörte; dies entsprach einem Zeitraum von rund 29 Jahren.
Mühlhauser, der unter anderem von 1949 bis 1973 Obmann des Rathausklubs der ÖVP war, war zudem vom 5. Dezember 1949 bis zum 6. Juni 1969 Zweiter Landtagspräsident. Dieses Amt gab er erst in der 10. Wahlperiode (von 1969 bis 1973) an Maria Hlawka, deren Amt des Dritten Landtagspräsidenten er in dieser Wahlperiode übernahm, ab. Mühlhauser wurden zahlreiche Auszeichnungen und Ehrungen zuteil: 1969 erfolgte die Verleihung des Großen Goldenen Ehrenzeichens für Verdienste um das Land Wien mit dem Stern und 1974 die Ernennung zum „Bürger der Stadt Wien“. Des Weiteren war er Träger des Großen Goldenen Ehrenzeichens für Verdienste um die Republik Österreich, sowie des Kommandeurkreuzes mit dem Stern des Silvesterordens. Am 14. März 1979 starb Mühlhauser 69-jährig in seiner Heimatstadt Wien und wurde am 21. März 1979 am Wiener Südwestfriedhof in einem Ehrengrab beerdigt (Gruppe 2, Reihe 4, Nummer 16). Seine Ehefrau Hilda überlebte ihn und starb am 7. September 1993 im Alter von 87 Jahren.

## Ehrungen (Auswahl)
- 1957: Großes Goldenes Ehrenzeichen für Verdienste um die Republik Österreich
- 1969: Großes Goldenes Ehrenzeichen für Verdienste um das Land Wien mit dem Stern
- 1974: Bürger der Stadt Wien
- Kommandeurkreuz mit dem Stern des Silvesterordens